# Sierra de la Laguna
La sierra de La Laguna est une chaîne de montagnes située dans la péninsule de Basse-Californie au Mexique. Elle possède une faune et une flore riche qui lui valent d'être classée réserve de biosphère par l'Unesco.

## Géographie

### Situation
La chaîne se trouve à l'extrémité méridionale de la péninsule de Basse-Californie, dans l'État de Basse-Californie-du-Sud dans le prolongement méridional des Peninsular Ranges.

### Faune et flore
L'extrémité de la péninsule, y compris la sierra de la Laguna, était autrefois une île et elle possède une flore et une faune distinctives possédant beaucoup de ressemblances avec celles du sud du Mexique. La montagne abrite de nombreuses espèces et sous-espèces endémiques. Le San Lucan xeric scrub s'étend du niveau de l'océan jusqu'à 250 mètres d'altitude. Les forêts sèches de la Sierra de la Laguna occupent la partie inférieure de la chaine, entre 250 et 800 mètres d'altitude. Au-dessus de 800 mètres, les forêts sèches font place progressivement aux forêts de pins et de chênes de la Sierra de la Laguna. La composition des forêts de pins et de chêne varie avec l'altitude. Les forêts de chênes prédominent à partir de 800 à 1 200 mètres d'altitude, avec un mélange de bois de chênes et de pins entre 1 200 et 1 600 mètres d'altitude, la transition vers les forêts de pins et de chênes au-dessus de 1 600 mètres. Le pin prédominant est un sous-espèce locale de pin du Mexique, Pinus cembroides subsp lagunae.
Le parc abrite de nombreuses espèces de végétaux notamment le chêne noir, le pin parasol, l'arbousier et le Dasylirion. 
La réserve abrite des espèces variées de mammifères : le chevreuil, le coyote, le lièvre, le puma, le renard gris, et des oiseaux Tourterelle côtière et Tourterelle à collier, buses, faucons et hiboux. On y trouve également 40 espèces de reptiles et 97 d'insectes.

## Activités

### Sylviculture et élevage
Les forêts sont exploitées commercialement pour leur bois et l'élevage de bétail est fréquent dans les bois de chênes et les zones de forêt sèche.

### Protection environnementale
L'UNESCO a désigné la Sierra de la Laguna réserve de biosphère mondiale : « Cette région au climat semi-aride à tempéré subhumide représente des écosystèmes très importants et contrastés, avec des zones arides, de broussailles sèches (Matorral), de forêt de feuillus faiblement décidus, de bois de chêne à feuillage persistant Quercus devia, de bois de pins et de chênes et d'oasis de palmiers et de guerivos situé dans la forêt galerie le long des cours d'eau ». La réserve de biosphère a été créée par décret présidentiel mexicain du 6 juin 1994, qui a distingué une zone centrale et une zone tampon. La zone centrale correspond aux zones de forte concentration en forêts de chêne et de pins tandis que la zone de transition comprend les communautés de Todos Santos, El Pescadero, El Triunfo, San Antonio, San Bartolo, Buena Vista, Los Barriles, Las Cuevas, Santiago et Miraflores.